# Lucanus koyamai
Lucanus koyamai is een keversoort uit de familie vliegende herten (Lucanidae). De wetenschappelijke naam van de soort is voor het eerst geldig gepubliceerd in 1990 door Akiyama & Hirasawa in Hirasawa & Akiyama.